# Las Vegas
Las Vegas, oficialmente Cidade de Las Vegas (em inglês: City of Las Vegas), é a cidade mais populosa e mais densamente povoada do estado americano de Nevada. Localiza-se no sul do estado, no Condado de Clark, do qual é sede. Foi fundada em 1905 e tornou-se oficialmente uma cidade em 1911. Las Vegas é popularmente famosa devido aos seus hotéis luxuosos e casinos, o que impulsiona o turismo na cidade.
Com mais de 640 mil habitantes na cidade propriamente dita e mais de 2,3 milhões de habitantes em sua região metropolitana, de acordo com o censo nacional de 2020, é a 26ª cidade mais populosa dos Estados Unidos. É também considerada a cidade com maior taxa de crescimento em toda a América do Norte.
A cidade está localizada na área metropolitana Las Vegas Valley, onde se encontra a avenida Las Vegas Strip que contém os casinos mais imponentes do mundo. A Strip é cercada de casinos como o Bellagio, Caesars Palace, Excalibur Hotel and Casino, Luxor, Mandalay Bay, MGM Grand, Monte Carlo, New York, New York, Paris-Las Vegas, The Venetian, Treasure Island, entre muitos outros localizados na área metropolitana. A Las Vegas Boulevard e a região de Old Town Las Vegas, são as duas regiões mais visitadas de Las Vegas Valley e que concentram praticamente todas as principais atrações turísticas.
Na área do entretenimento a cidade se destaca por ser palco da residência de shows fixos de grandes ícones da indústria musical como Britney Spears e Céline Dion que se apresentam em teatros dentro dos maiores cassinos locais.
O Registro Nacional de Lugares Históricos lista 34 marcos históricos em Las Vegas. O primeiro marco foi designado em 1 de fevereiro de 1972 e o mais recente em 3 de maio de 2016. O letreiro mais famoso da cidade, o Welcome to Fabulous Las Vegas, localiza-se na região vizinha de Paradise, portanto, não consta na lista oficial de Las Vegas.

## História

### Colonização

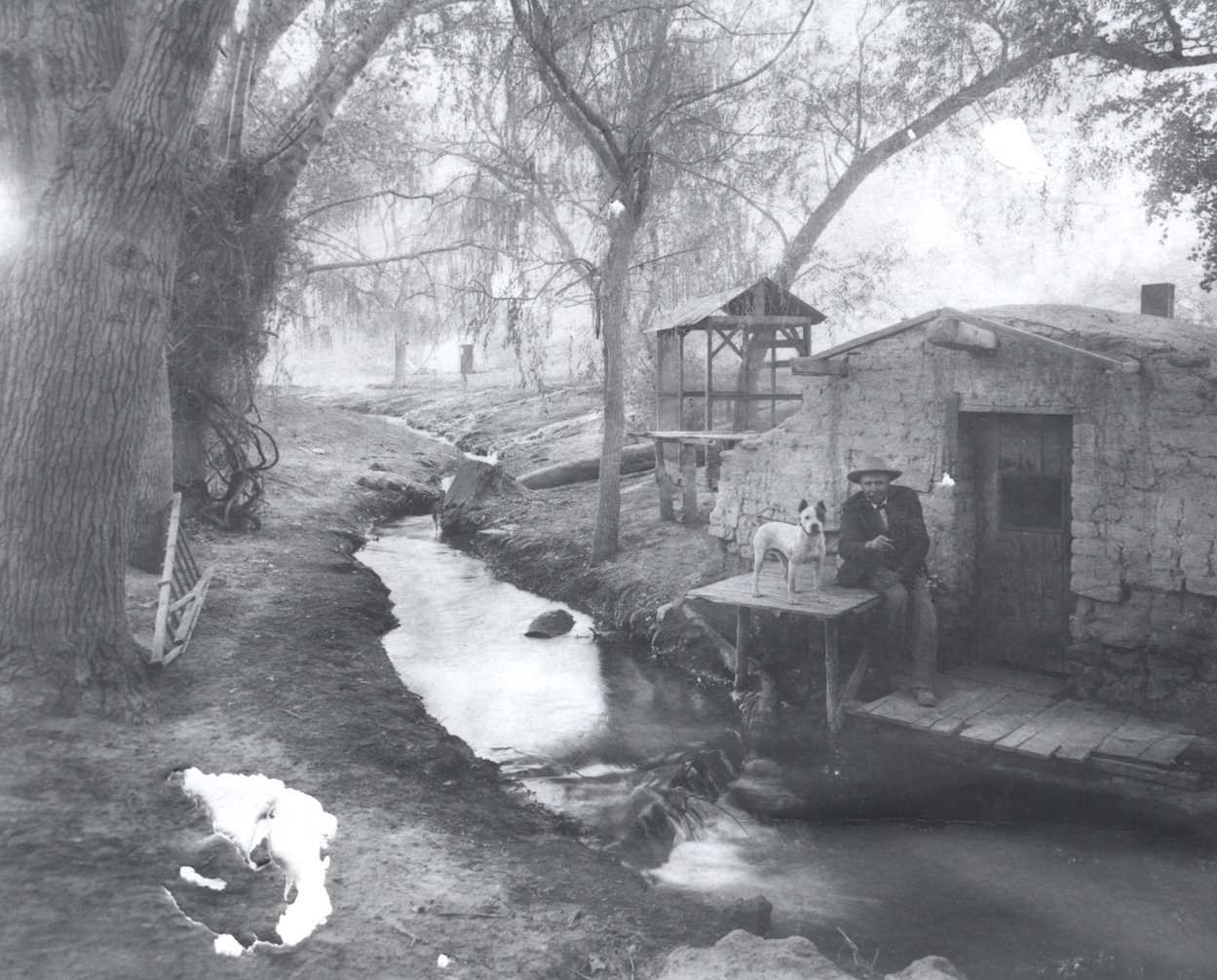
Las Vegas em 1895

Um jovem explorador mexicano chamado Rafael Rivera é creditado como o primeiro não nativo americano a encontrar o vale, em 1829. Em 1829, o comerciante Antonio Armijo liderou um grupo de 60 homens ao longo da Antiga Trilha Espanhola (Old Spanish Trail) para Los Angeles, Califórnia, e chegaram na área. A área foi chamada de Las Vegas, que significa "as veigas" em espanhol, uma vez que apresentava gramíneas verdes abundantes, bem como as nascentes de água do deserto necessárias para os viajantes do oeste. O ano de 1844 marcou a chegada de John C. Frémont, o líder de um grupo de cientistas, escoteiros e observadores dos United States Army Corps of Engineers para área que ainda pertencia ao México. A Fremont Street, no centro de Las Vegas, leva o seu nome.

### Povoamento

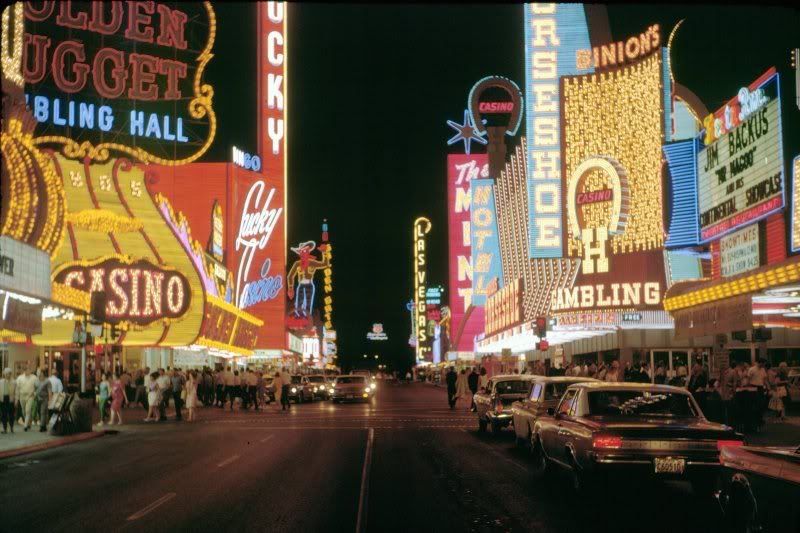
A Fremont Street em 1952

Em 10 de maio de 1855, após a cidade ser anexada para o solo americano, Brigham Young havia hospedado 30 missionários da A Igreja de Jesus Cristo dos Santos dos Últimos Dias, liderados por William Bringhurst, a fim de converter a população indígena dos Paiutes ao mormonismo. Uma fortaleza, a Old Mormon Fort ("Antigo Forte Mórmon"), foi construída perto do atual centro da cidade servindo como uma escala para os viajantes de Salt Lake City, Utah a San Bernardino, Califórnia. No entanto, os mórmons abandonaram Las Vegas em 1857. Em 1867, o exército construiu o Forte Baker, o que impulsionou o assentamento da população na região. Mas foi apenas em 15 de maio de 1905, com a chegada do trem, quando a cidade de Las Vegas começou a crescer.
Las Vegas então foi criada como uma vila ferroviária quando 110 acres (44,5 hectares), que era propriedade da Ferrovia San Pedro à Salt Lake do Senador William A. Clark de Montana, foram leiloados no que é hoje o centro de Las Vegas. Las Vegas foi parte do Condado de Lincoln até 1909 quando se tornou parte do recém-criado condado de Clark. A Igreja Católica de "St. Joan of Arc", próxima às ruas "4th" e "Bridger", no centro da cidade, foi fundada em 1910. Las Vegas se tornou uma cidade incorporada em 16 de março de 1911.

### Detonações nucleares e polo de jogos de azar
Os jogos foram legalizados na cidade em 19 de março de 1931. O êxito inicial dos cassinos na cidade está relacionado claramente ao crime organizado. A maioria dos primeiros grandes cassinos eram gerenciados ou financiados por figuras da máfia como Benjamin "Bugsy" Siegel, Meyer Lansky ou outros mafiosos da época.

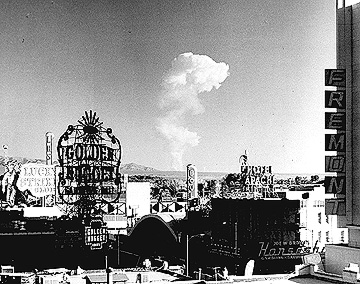
Nuvem de cogumelo vista de Las Vegas. De 1951 a 1962, o governo realizou 100 testes nucleares na Área de Testes de Nevada

Entre 1951 e 1958, o exército americano promoveu 119 detonações nucleares a cerca de 80 quilômetros de Las Vegas. Quase uma por mês, em operações que não raro envolviam mais de 10 mil pessoas, entre militares, cientistas e outros civis. Calcula-se que, ao longo dos oito anos de testes, Vegas tenha embolsado mais de $ 200 milhões de dólares com o chamado turismo atômico. No final da década de 1960, com a chegada do bilionário Howard Hughes, que comprou muitos casinos, hotéis e estações de televisão na cidade, corporações legítimas começaram a comprar hotéis-cassinos, e a máfia foi exterminada pelo governo federal ao longo de vários anos seguintes. O constante fluxo de dólares de turistas dos hotéis e cassinos também foi reforçado com a criação da Base Área de Nellis. O fluxo do pessoal militar e a criação direta de empregos nos cassinos ajudaram a iniciar uma explosão imobiliária que ainda continua hoje.
A era dos mega-resorts cassinos no Condado de Clark teve início no dia 22 de novembro de 1989, com a abertura de The Mirage. Em 2006, Macau, região administrativa especial da República Popular da China, superou Las Vegas como principal pólo de jogos. Entretanto, Las Vegas continua sendo um dos principais destinos mundiais para o entretenimento.

## Geografia

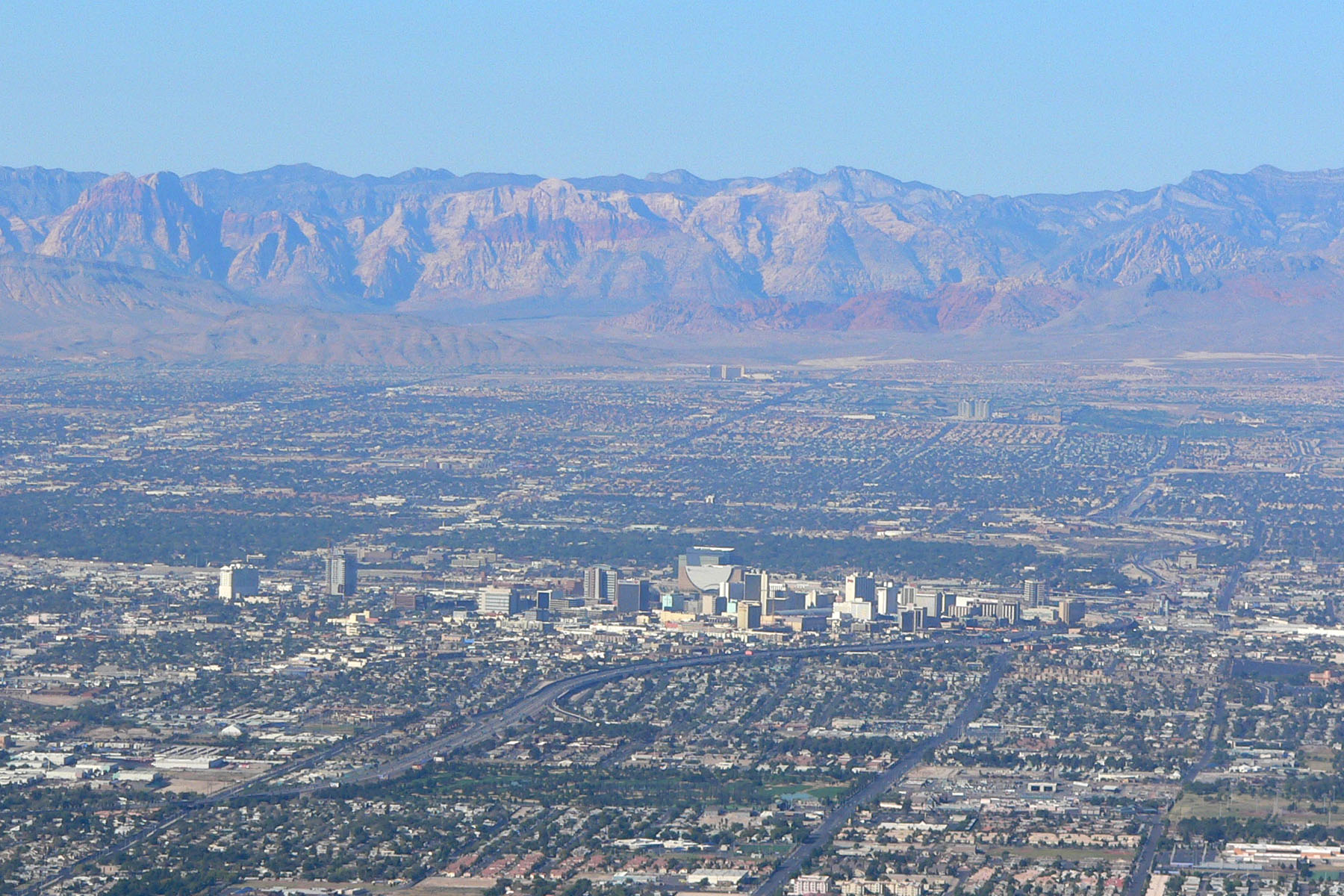
Vista aérea do centro de Las Vegas

Las Vegas está situada no condado de Clark, em uma bacia no fundo do deserto de Mojave, e é cercada por cadeias de montanhas em todos os lados. Grande parte da paisagem é rochosa e árida, com vegetação desértica e vida selvagem. Pode estar sujeito a inundações repentinas, embora muito tenha sido feito para mitigar os efeitos das inundações repentinas por meio de sistemas de drenagem melhorados.
Os picos ao redor de Las Vegas atingem altitudes de mais de 3 000 m e atuam como barreiras ao forte fluxo de umidade da área circundante. A elevação é de aproximadamente 620 m acima do nível do mar. De acordo com o Departamento do Censo dos Estados Unidos, a cidade tem uma área de 367,4 km², dos quais 367,3 km² estão cobertos por terra e 0.1 km² (0,04%) por água.
Dentro da cidade, existem muitos gramados, árvores e outras áreas verdes. Por questões de recursos hídricos, tem havido um movimento de incentivo ao xeriscapes. Outra parte dos esforços de conservação são os dias de rega programados para paisagismo residencial. Uma doação da Agência de Proteção Ambiental dos EUA em 2008 financiou um programa que analisou e previu o crescimento e os impactos ambientais até o ano de 2019.

### Clima

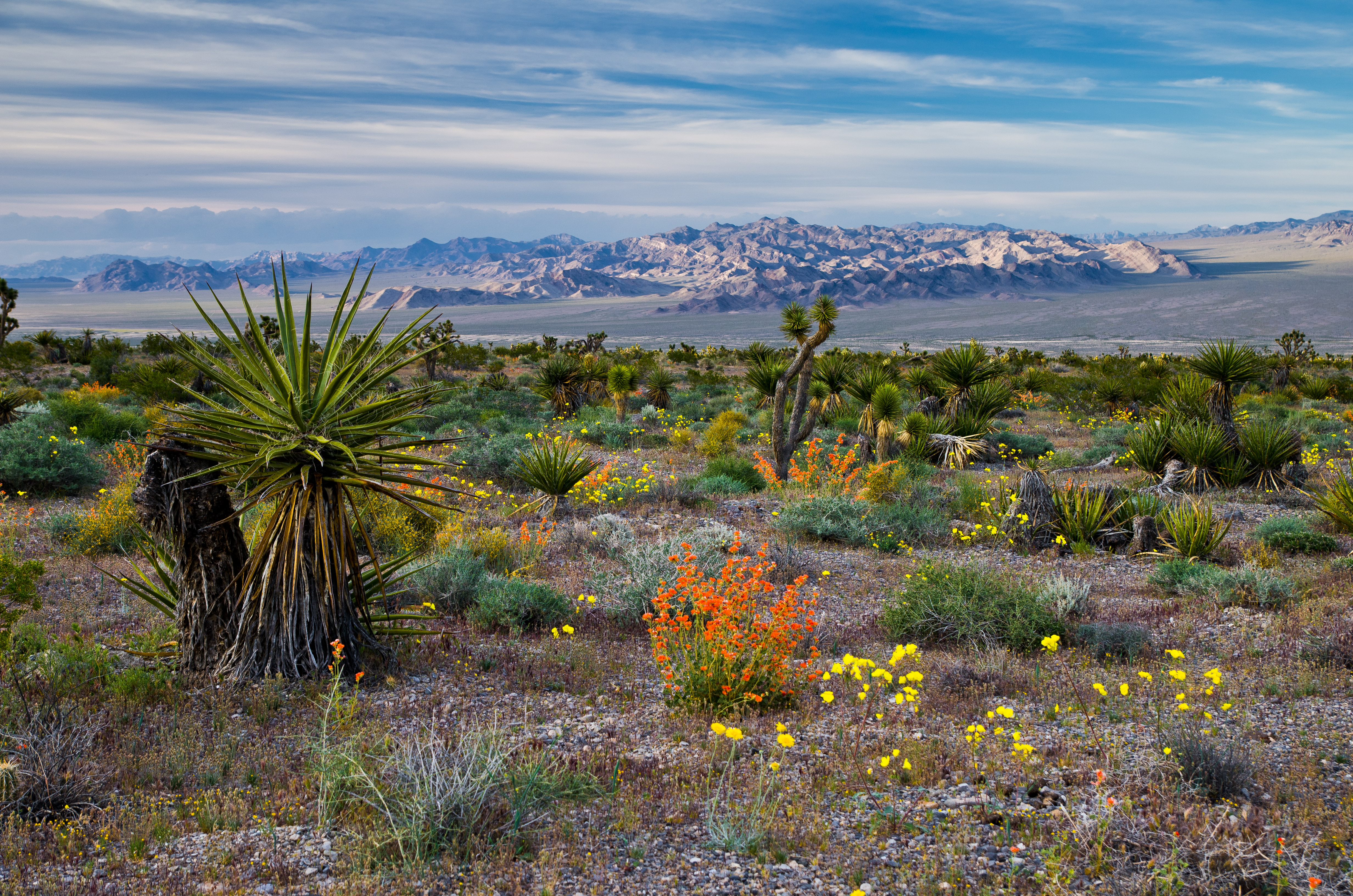
Flores da primavera na Área de Conservação Nacional de Red Rock Canyon, na área de Las Vegas

Las Vegas tem um clima desértico com pouca chuva e extremamente quente no verão. Temperaturas acima de 28 °C são comuns entre os meses de maio a setembro. Não é estranho que por vários dias do ano essas temperaturas excedam 40 °C. Os moradores da cidade preferem usar túneis, passagens, carros ou monotrilhos para evitar altas temperaturas. Também é comum encontrar ventiladores que lançam jatos de vento e água pela rua. Os invernos são frios e ventosos, com temperaturas que variam entre 14 e 3 °C. Podem ocorrer chuvas violentas e curtas, mas com menos frequência, na primavera e no outono. De julho a setembro, as monções mexicanas costumam trazer um pouco de umidade do Golfo do México, causando tempestades durante a tarde. Embora as montanhas que circundam a cidade possam sofrer nevascas de novembro a março, não é comum que isso aconteça na área urbana, mas ocorre em alguns anos, como a neve que caiu em 17 de dezembro de 2008..
A temperatura mais alta oficialmente observada para Las Vegas, conforme medida no Aeroporto Internacional McCarran, é 47° C, atingida em 20 de junho de 2017, a última de quatro ocasiões. Por outro lado, a temperatura mais baixa foi −13° C, registrada em dois dias: 25 de janeiro de 1937 e 13 de janeiro de 1963. No entanto, a temperatura mais alta já medida na cidade de Las Vegas foi de 48° C em 26 de julho de 1931. O recorde oficial de maior temperatura mínima é de 35 °C em 19 de julho de 2005 e 1 de julho de 2013, enquanto, inversamente, o recorde oficial de menor temperatura máxima é de −2° C em 8 e 21 de janeiro de 1937.
| Dados climatológicos para Las Vegas (Aeroporto Internacional de Las Vegas em Paradise, Nevada) | Dados climatológicos para Las Vegas (Aeroporto Internacional de Las Vegas em Paradise, Nevada) | Dados climatológicos para Las Vegas (Aeroporto Internacional de Las Vegas em Paradise, Nevada) | Dados climatológicos para Las Vegas (Aeroporto Internacional de Las Vegas em Paradise, Nevada) | Dados climatológicos para Las Vegas (Aeroporto Internacional de Las Vegas em Paradise, Nevada) | Dados climatológicos para Las Vegas (Aeroporto Internacional de Las Vegas em Paradise, Nevada) | Dados climatológicos para Las Vegas (Aeroporto Internacional de Las Vegas em Paradise, Nevada) | Dados climatológicos para Las Vegas (Aeroporto Internacional de Las Vegas em Paradise, Nevada) | Dados climatológicos para Las Vegas (Aeroporto Internacional de Las Vegas em Paradise, Nevada) | Dados climatológicos para Las Vegas (Aeroporto Internacional de Las Vegas em Paradise, Nevada) | Dados climatológicos para Las Vegas (Aeroporto Internacional de Las Vegas em Paradise, Nevada) | Dados climatológicos para Las Vegas (Aeroporto Internacional de Las Vegas em Paradise, Nevada) | Dados climatológicos para Las Vegas (Aeroporto Internacional de Las Vegas em Paradise, Nevada) | Dados climatológicos para Las Vegas (Aeroporto Internacional de Las Vegas em Paradise, Nevada) |
| Mês                                                                                            | Jan                                                                                            | Fev                                                                                            | Mar                                                                                            | Abr                                                                                            | Mai                                                                                            | Jun                                                                                            | Jul                                                                                            | Ago                                                                                            | Set                                                                                            | Out                                                                                            | Nov                                                                                            | Dez                                                                                            | Ano                                                                                            |
| ---------------------------------------------------------------------------------------------- | ---------------------------------------------------------------------------------------------- | ---------------------------------------------------------------------------------------------- | ---------------------------------------------------------------------------------------------- | ---------------------------------------------------------------------------------------------- | ---------------------------------------------------------------------------------------------- | ---------------------------------------------------------------------------------------------- | ---------------------------------------------------------------------------------------------- | ---------------------------------------------------------------------------------------------- | ---------------------------------------------------------------------------------------------- | ---------------------------------------------------------------------------------------------- | ---------------------------------------------------------------------------------------------- | ---------------------------------------------------------------------------------------------- | ---------------------------------------------------------------------------------------------- |
| Temperatura máxima recorde (°C)                                                                | 25                                                                                             | 30,6                                                                                           | 33,3                                                                                           | 37,7                                                                                           | 42,8                                                                                           | 47,2                                                                                           | 47,2                                                                                           | 46,7                                                                                           | 45                                                                                             | 39,4                                                                                           | 30,6                                                                                           | 25                                                                                             | 42                                                                                             |
| Temperatura máxima média (°C)                                                                  | 14,4                                                                                           | 16,9                                                                                           | 21,3                                                                                           | 25,7                                                                                           | 31,6                                                                                           | 37,1                                                                                           | 40,1                                                                                           | 38,9                                                                                           | 34,4                                                                                           | 27                                                                                             | 19,1                                                                                           | 13,7                                                                                           | 26,7                                                                                           |
| Temperatura mínima média (°C)                                                                  | 4,1                                                                                            | 6,3                                                                                            | 9,7                                                                                            | 13,4                                                                                           | 18,8                                                                                           | 23,7                                                                                           | 27,2                                                                                           | 26,3                                                                                           | 21,7                                                                                           | 14,7                                                                                           | 8,1                                                                                            | 8,7                                                                                            | 14,8                                                                                           |
| Temperatura mínima recorde (°C)                                                                | −13                                                                                            | −8,9                                                                                           | −7,2                                                                                           | −0,6                                                                                           | 3,3                                                                                            | 8,9                                                                                            | 13,2                                                                                           | 12                                                                                             | 6,1                                                                                            | −3,3                                                                                           | −9,3                                                                                           | −11,7                                                                                          | −13,3                                                                                          |
| Chuva (mm)                                                                                     | 13,7                                                                                           | 19,3                                                                                           | 11,2                                                                                           | 3,8                                                                                            | 3                                                                                              | 1,8                                                                                            | 10,2                                                                                           | 8,4                                                                                            | 6,4                                                                                            | 6,9                                                                                            | 9,1                                                                                            | 12,7                                                                                           | 106,4                                                                                          |
| Dias com chuva (≥ 0,01 in)                                                                     | 3,1                                                                                            | 4,0                                                                                            | 2,9                                                                                            | 1,6                                                                                            | 1,2                                                                                            | 0,6                                                                                            | 2,5                                                                                            | 2,6                                                                                            | 1,6                                                                                            | 1,7                                                                                            | 1,7                                                                                            | 3,0                                                                                            | 26,5                                                                                           |
| Insolação (h)                                                                                  | 245,2                                                                                          | 246,7                                                                                          | 314,6                                                                                          | 346,1                                                                                          | 388,1                                                                                          | 401,7                                                                                          | 390,9                                                                                          | 368,5                                                                                          | 337,1                                                                                          | 304,4                                                                                          | 246,0                                                                                          | 236,0                                                                                          | 3 825,3                                                                                        |
| Fonte: NOAA (1961–1990)                                                                        |                                                                                                |                                                                                                |                                                                                                |                                                                                                |                                                                                                |                                                                                                |                                                                                                |                                                                                                |                                                                                                |                                                                                                |                                                                                                |                                                                                                |                                                                                                |

### Região metropolitana
A Área Metropolitana de Las Vegas está localizada na parte sudeste do estado americano de Nevada, consistindo no Condado de Clark. A área se chama Las Vegas Valley e concentra uma população de cerca de 1 836 333 habitantes.  Las Vegas é a maior aglomeração urbana do estado de Nevada, com aproximadamente 1,7 milhão de pessoas.

## Demografia
Las Vegas é a cidade que mais cresce nos Estados Unidos. Em 1940 não chegava a 40 000 habitantes, em 1954 tinha mais 14 000 habitantes, em 1995 sua área metropolitana chegava a um milhão de habitantes, em 2003 a 1 580 000 e em 2008 já ultrapassava 1 800 000 habitantes. Todos os meses, milhares de pessoas se estabelecem em Las Vegas. A população é uma mistura de americanos, latinos e turistas de todas as nacionalidades.
Segundo o censo nacional americano de 2020, a população da cidade de Las Vegas é de 641 903 habitantes e sua densidade populacional é de 1 748 hab/km². Há um total de 235 628 famílias que ocupam 258 593 residências. Ao contrário do censo de 2010, que na época mostrava que a cidade continha 583 756 pessoas, 211 689 famílias e 117 538 residências. A densidade populacional era de 1 630,3 hab/km² e havia 190 724 unidades habitacionais com uma densidade média de 649,9 residências/km².

### Composição étnica e faixas etárias
A cidade possui 61,9% de pessoas brancas (43,5% de brancos não hispânicos e 18,4% de brancos hispânicos). 12,2% de negros ou afro-americanos e 6,9% de asiáticos vivem na cidade, enquanto 0,9% de nativos-americanos e 0,8% de havaianos nativos também vivem em Las Vegas, além de 5.2% de duas ou mais raças. Las Vegas é habitada por 53% de casais, 19% são famílias com uma mulher sem marido presente, enquanto 18% não são famílias e 10% são famílias com um homem sem esposa. Em média, cada residência ocupada possui 2,7 pessoas e cada família é composta por 3,2 membros. 23,8% da população da cidade possui menos de 18 anos de idade, 61% possuem entre 18 e 64 anos de idade, 14% possuem entre 65 anos de idade ou mais. A idade média da população da cidade é de 36 anos. Para cada 100 pessoas do sexo feminino existem 103,3 pessoas do sexo masculino. Para cada 100 pessoas do sexo feminino com dezoito anos ou mais de idade existem 102,5 pessoas do sexo masculino.

### Renda
A renda média anual de uma residência ocupada é de $ 53.000 dólares e a renda média anual de uma família era de $ 58 465. Pessoas do sexo masculino possuem uma renda média anual de $35.511 dólares, e pessoas do sexo feminino, 27.554 dólares. A renda per capita da cidade é de $ 22 060 dólares. 12% da população da cidade e 8,6% das famílias da cidade vivem abaixo da linha de pobreza. 15,4% das pessoas com dezessete anos ou menos de idade e 8,3% das pessoas com 65 anos ou mais de idade estão vivendo abaixo da linha de pobreza.
De acordo com um estudo de 2004, Las Vegas teve uma das maiores taxas de divórcio. O alto índice de divórcio na cidade não se deve inteiramente ao fato de os próprios Las Veganos se divorciarem. Como o divórcio é mais fácil em Nevada do que na maioria dos outros estados, muitas pessoas vêm de todo o país para facilitar o processo. Da mesma forma, os casamentos em Nevada são notoriamente fáceis de conseguir. Las Vegas tem uma das taxas de casamento mais altas das cidades dos EUA, com muitas licenças emitidas para pessoas de fora da área.

## Economia

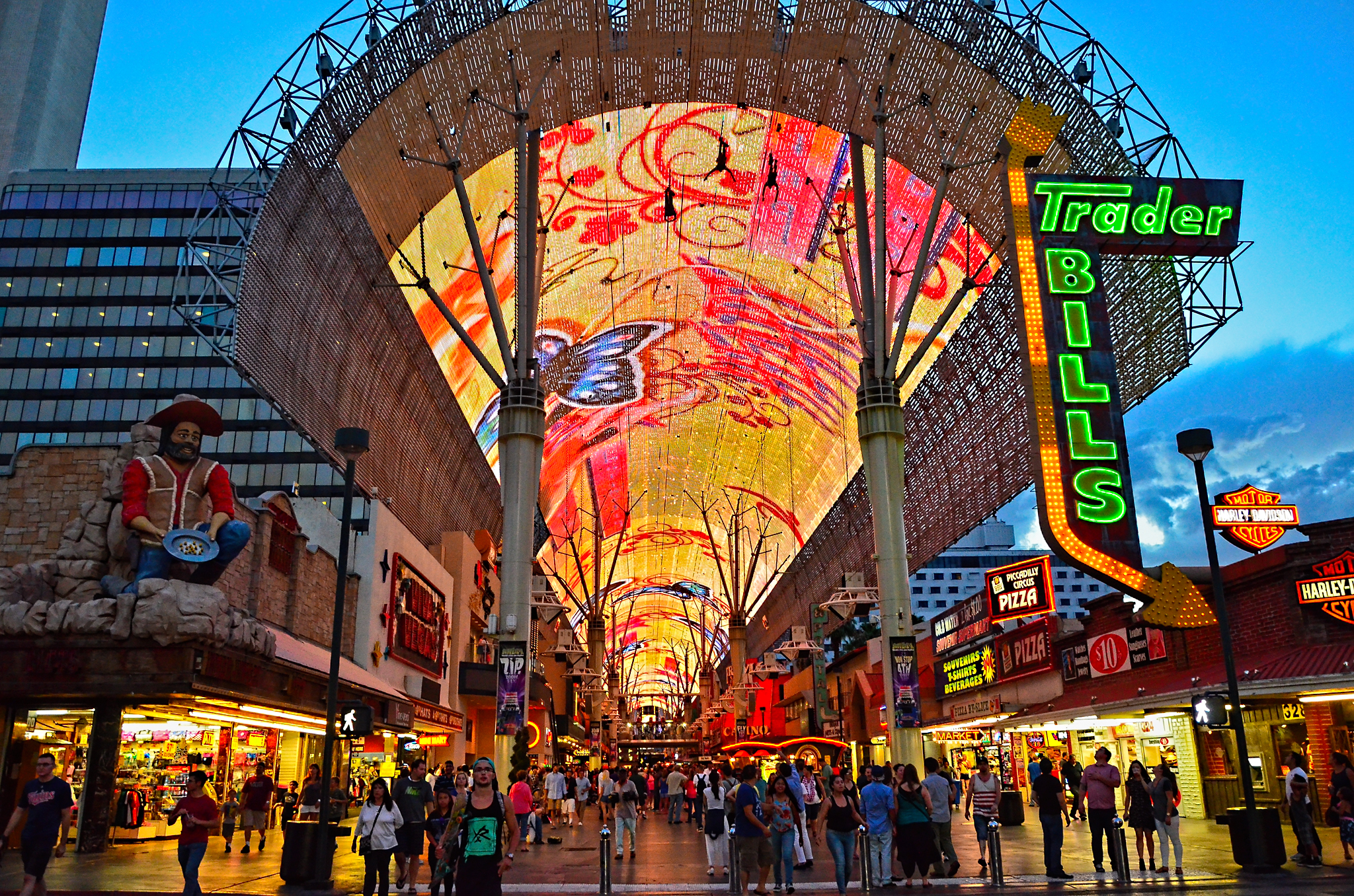
O Fremont Street Experience, um dos pontos mais visitados do centro de Las Vegas

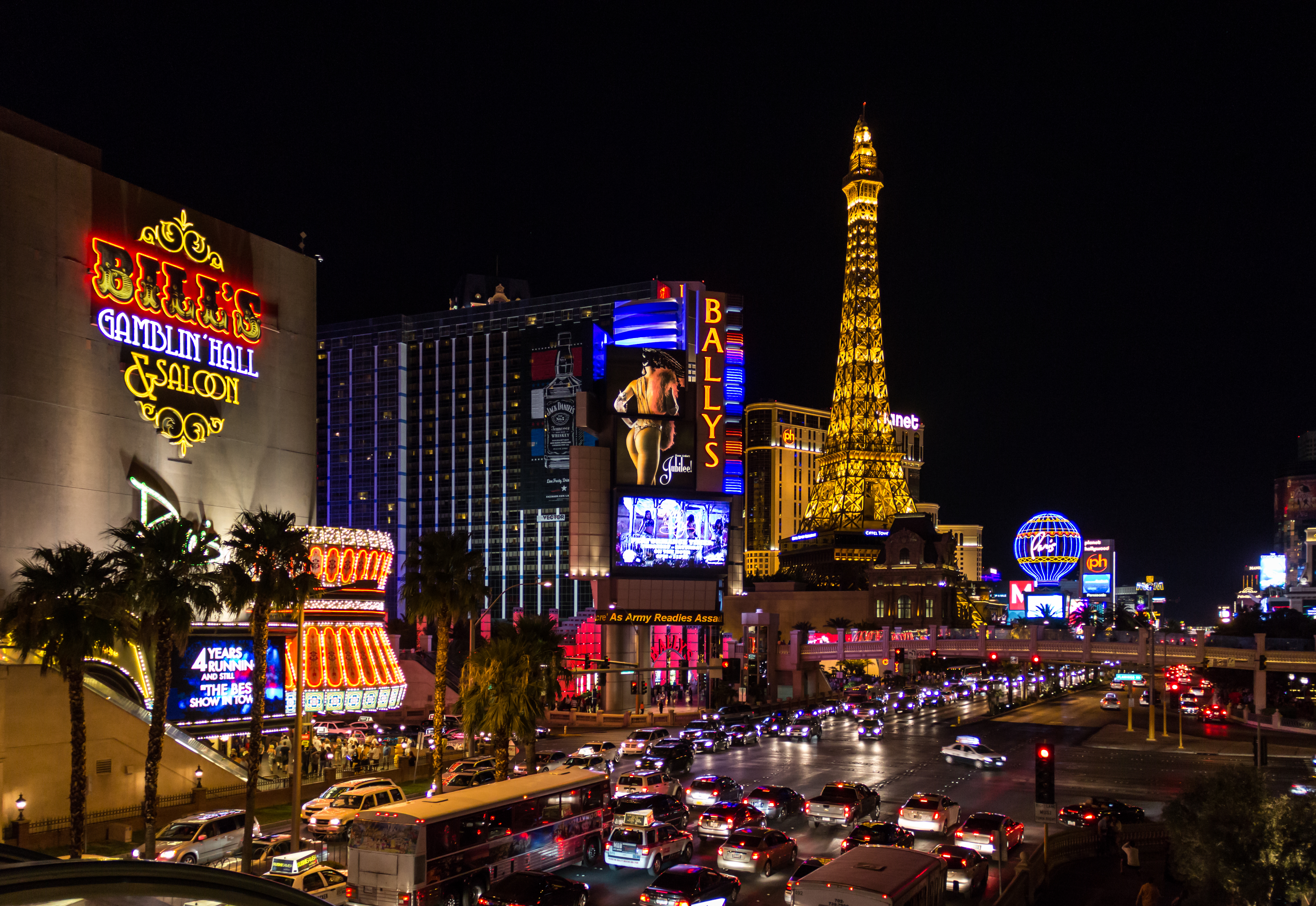
Centro da Las Vegas Strip, localizado na região de Paradise

Com a expansão da área da Las Vegas Strip na região de Paradise, na década de 1990, a área do centro de Las Vegas começou a sofrer. O Fremont Street Experience foi construído em volta de 5 quarteirões da Fremont Street como um esforço de atrair turistas ao centro da cidade. A atração principal do Fremont Street Experience é chamada de "Viva Vision", um telão gigantesco com mais de 12 milhões de módulos de LED e um sistema de som de 555 mil watts em uma enorme cobertura de metal em forma de arco que fica a 27 metros do chão. Este é o maior telão do mundo com 460 metros de comprimento. O local se tornou uma grande atração turística para o centro de Las Vegas.
A maior parte da economia da cidade é baseada no turismo, incluindo jogos de azar em cassinos. Um dos mais antigos e famosos cassinos da cidade é o Golden Nugget. O Golden Nugget Hotel & Casino foi inaugurado em 1946 e localiza-se na Old Town Las Vegas ("Las Vegas Antiga"), o atual centro da cidade. Dez anos após sua inauguração, o inovador designer Kermit Wayne, da Young Electric Sign Company (YESCO), envelopou a fachada dos andares superiores do Golden Nugget em neon e lâmpadas incandescentes. O hotel passou por vários donos, reformas e se mantém como um ícone. Ele foi cenário de filmes incluindo até um da série 007.
No início dos anos 2000, surgiram alguns sinais promissores, pois vários projetos de condomínios foram anunciados. A cidade convenceu o órgão tributário estadual a mudar sua sede da periferia da cidade para um novo prédio central, inaugurado em abril de 2005. Em fevereiro de 2013, os escritórios administrativos da cidade foram mudados para um nova prefeitura na rua principal do centro da cidade. O antigo prédio da prefeitura agora é ocupado pela sede corporativa do grande varejista online, Zappos.com, que foi inaugurado no centro da cidade em 2013. O CEO da Zappos, Tony Hsieh, se interessou pela área urbana e contribuiu com US$ 350 milhões em direção a um esforço de revitalização chamado Projeto Downtown. Os projetos financiados incluem a primeira livraria independente de Las Vegas, The Writer's Block.
Por diversas razões, a região de Las Vegas tem tido uma elevada concentração de empresas tecnológicas em jogos eletrônicos e indústrias de telecomunicações. Algumas das atuais empresas de tecnologia do sul de Nevada inclui: Bigelow Aerospace, CommPartners, Datanamics, eVital Comunicações, Petroglyph, SkywireMedia, Switch Comunications, e WorldDoc. Todos os anos no mês de janeiro, é realizada a feira internacional de produtos eletrônicos (International Consumer Eletronic Show - CES), a maior feira de eletrônicos do mundo. A feira atrai a Las Vegas cerca de 150 mil profissionais da área e jornalistas, sendo vedada ao público em geral.

## Infraestrutura

### Educação

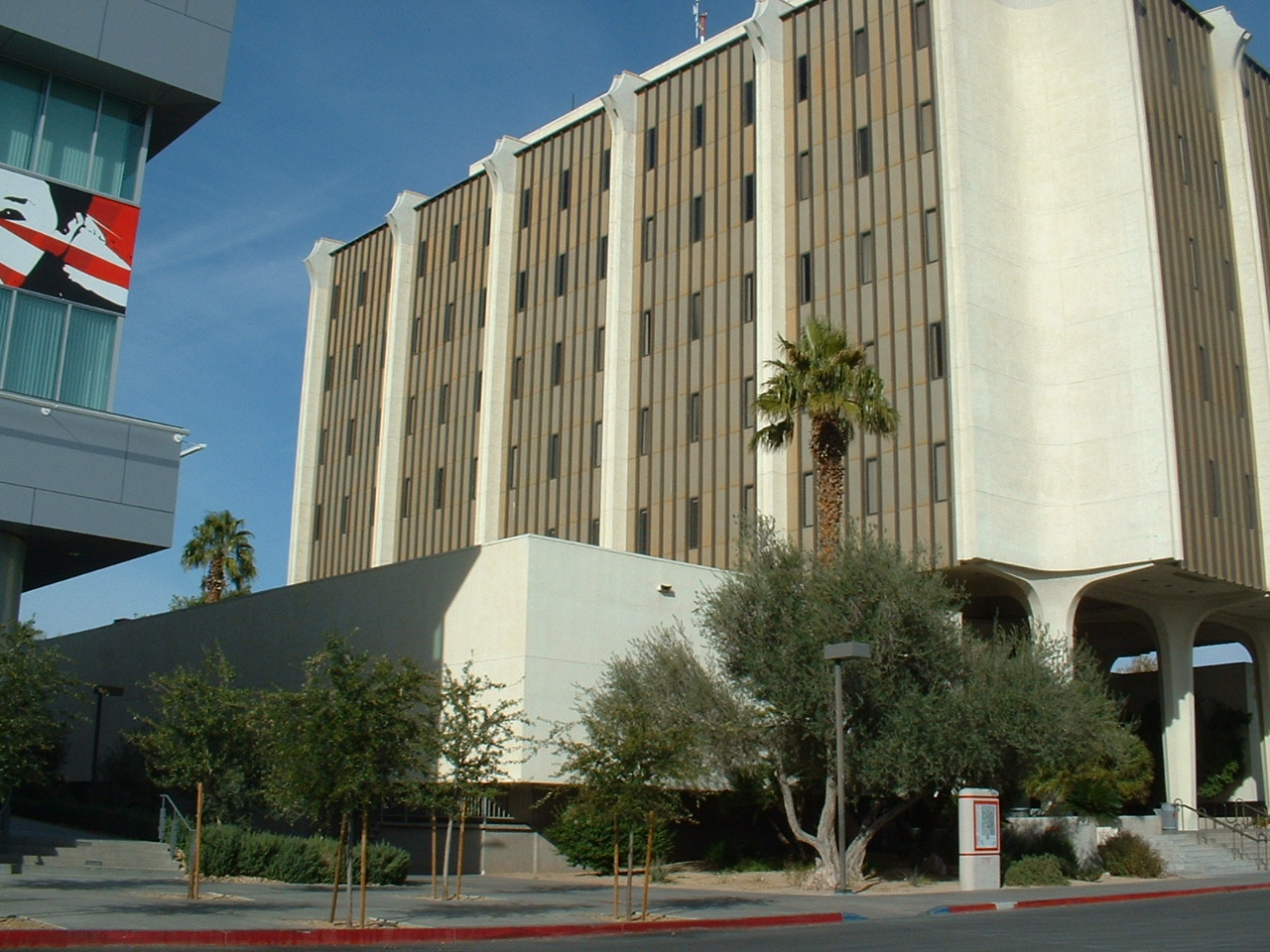
A prestigiada Universidade de Nevada, Las Vegas

A educação pública primária e secundária é fornecida pelo Distrito Escolar do Condado de Clark, que é o quinto distrito escolar mais populoso do país. Os alunos totalizavam 314.653 nas séries K-12 para o ano letivo de 2013–2014. O College of Southern Nevada (a terceira maior faculdade comunitária dos Estados Unidos em número de matrículas) é o principal estabelecimento de ensino superior da cidade. Outras instituições incluem a Escola de Medicina da Universidade de Nevada, com campus na cidade, e a escola privada com fins lucrativos Le Cordon Bleu College of Culinary Arts. Oportunidades educacionais existem em torno da cidade; entre eles estão a Universidade de Nevada, Las Vegas e o Nevada State College administrado pelo Sistema de Educação Superior de Nevada, o Desert Research Institute, a Academia Internacional de Design e Tecnologia de Las Vegas e a Touro University Nevada.

### Transporte

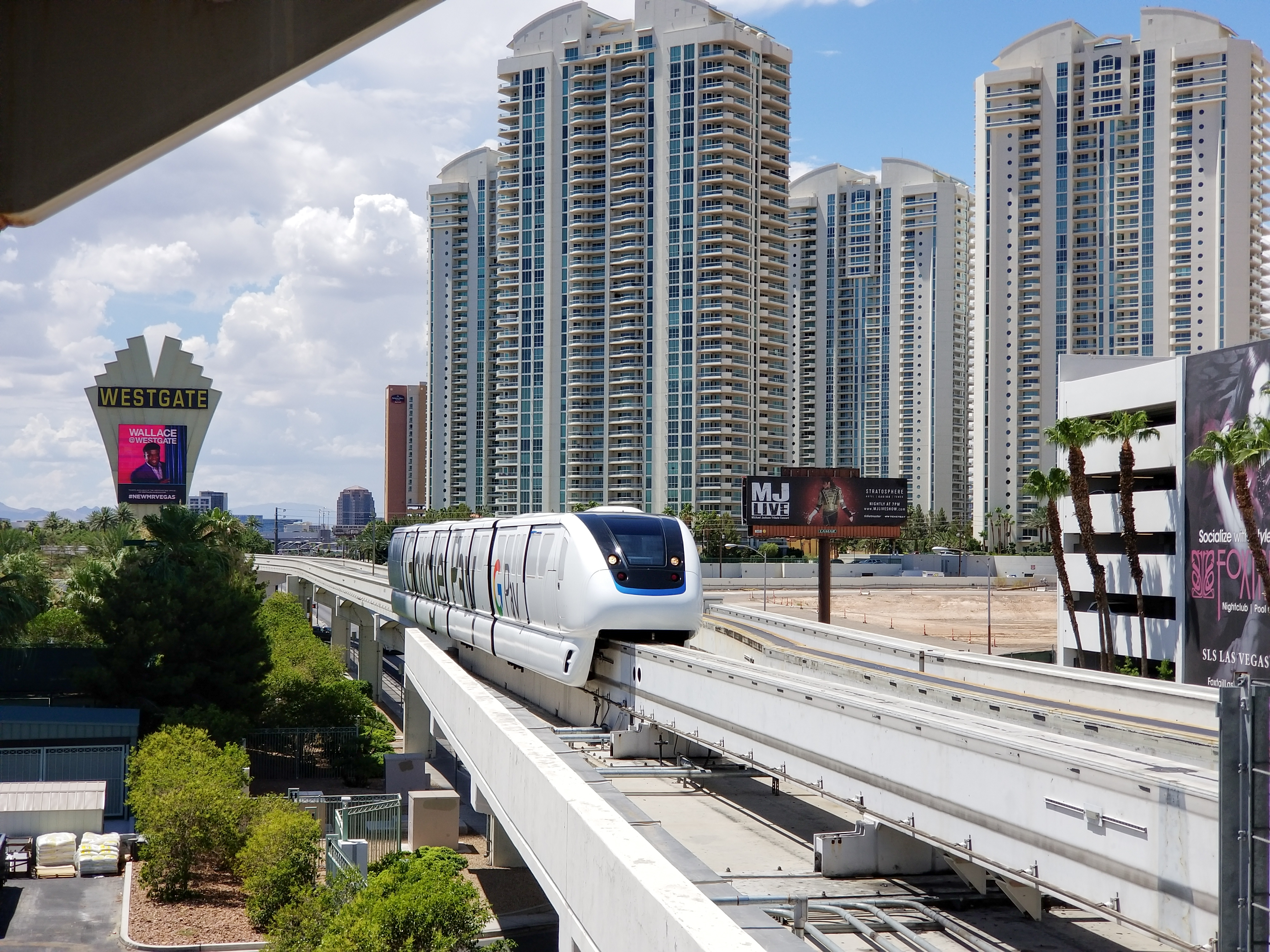
Monotrilho de Las Vegas

RTC Transit é um sistema de transporte público que fornece serviço de ônibus em Las Vegas, Henderson, North Las Vegas e outras áreas do vale. O serviço de ônibus intermunicipal de e para Las Vegas é fornecido pela Greyhound, BoltBus, Orange Belt Stages, Tufesa e várias operadoras menores. Os trens da Amtrak não atendem Las Vegas desde que o serviço via Desert Wind na estação de Las Vegas cessou em 1997, mas a Amtrak California opera o serviço dedicado da Thruway Motorcoach entre a cidade e suas estações ferroviárias de passageiros em Bakersfield, Califórnia, bem como a Los Angeles Union Station via Barstow.
Em 2016, 77,1% dos residentes de Las Vegas que trabalhavamm (aqueles que vivem na cidade, mas não necessariamente trabalhavamm na cidade) viajavam dirigindo sozinhos. Cerca de 11% viajavam por meio de caronas, 3,9% usavam transporte público e 1,4% a pé. Cerca de 2,3% dos passageiros de Las Vegas usaram todas as outras formas de transporte, incluindo táxi, bicicleta e motocicleta. Cerca de 4,3% dos residentes que trabalham em Las Vegas trabalhavam em casa. Em 2015, 10,2% das residências da cidade de Las Vegas estavam sem carro, o que aumentou ligeiramente para 10,5% em 2016. A média nacional foi de 8,7% em 2016. Las Vegas teve uma média de 1,63 de automóveis por residência em 2016, em comparação com uma média nacional de 1,8 por família.

## Cultura
A cidade abriga vários museus, incluindo o Museu do Neon (o local de muitos dos sinais históricos de Las Vegas em meados do século XX), o Museu Mob, o Museu de História Natural de Las Vegas, o Museu Infantil DISCOVERY, o Museu do Estado de Nevada e o Old Las Vegas Mormon Fort State Historic Park.

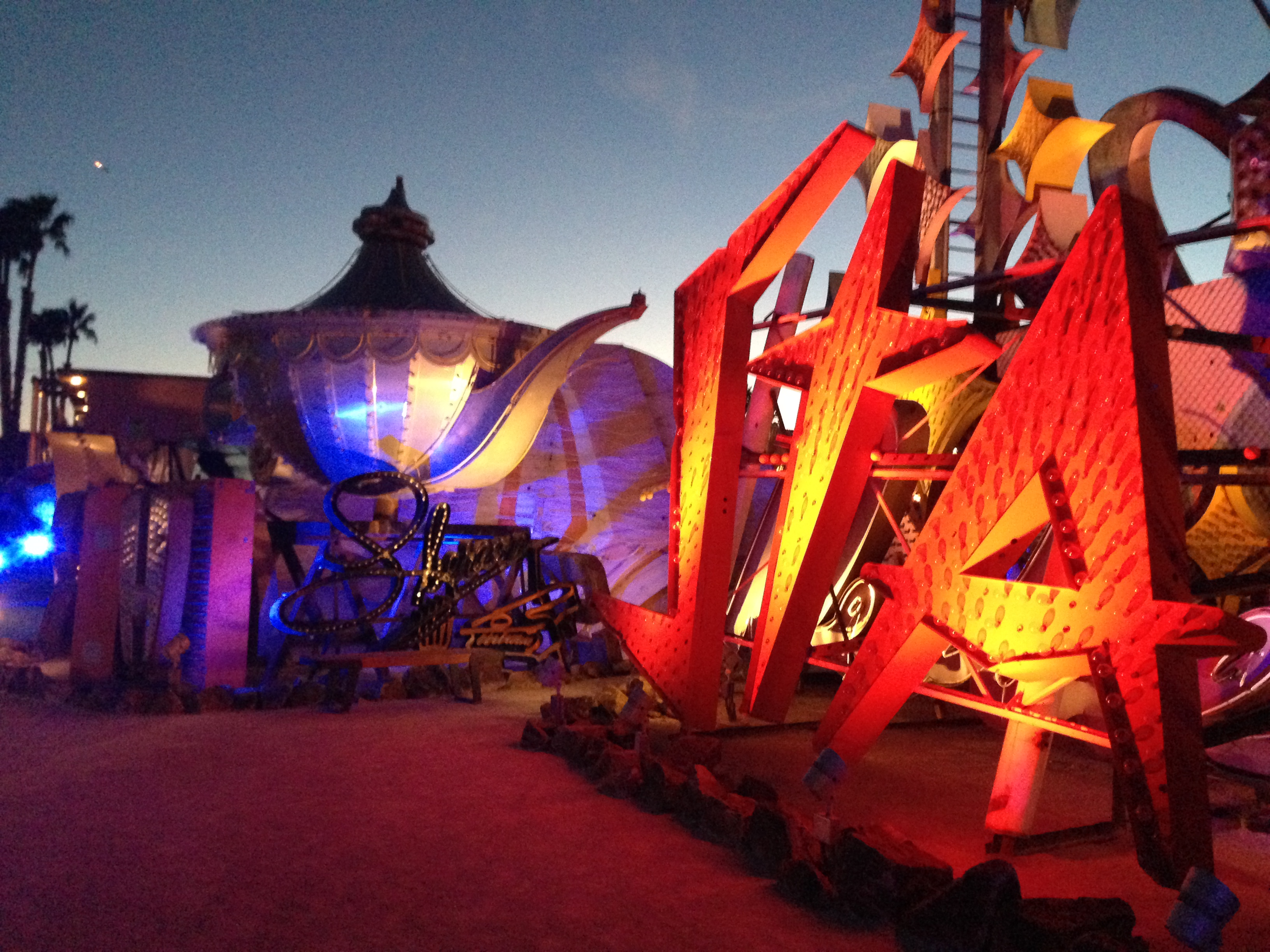
O Museu do Neon, um dos mais conhecidos museus da cidade

A cidade abriga o extenso Downtown Arts District, que hospeda inúmeras galerias e eventos, incluindo o Festival de Cinema de Las Vegas. "First Friday" é uma celebração mensal que inclui artes, música, apresentações especiais e comida em uma seção da região central da cidade chamada 18b, The Las Vegas Arts District. O festival se estende ao distrito de entretenimento de Fremont East também. A quinta-feira à noite antes da primeira sexta-feira é conhecida no Arts District como "Quinta-feira de pré-visualização", que destaca novas exposições de galerias em todo o distrito.
A Academia de Estudos Internacionais, Artes Cênicas e Visuais de Las Vegas é uma escola magnética vencedora do Grammy, localizada no centro de Las Vegas. O Smith Center for the Performing Arts está situado no centro de Symphony Park e hospeda vários shows da Broadway e outras apresentações artísticas. Las Vegas ganhou o apelido de "Capital Mundial do Jogo", já que a cidade atualmente tem o maior número de cassinos terrestres do mundo.

### Esportes

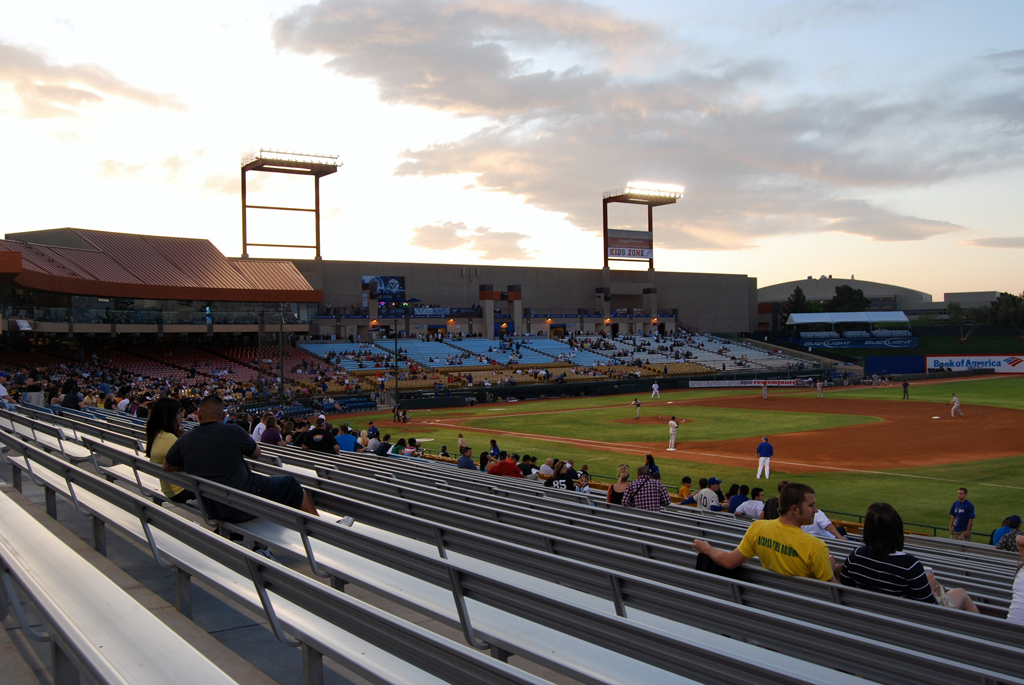
O Cashman Field, casa do Las Vegas Lights FC

Duas equipes de esportes da liga secundária jogam na área de Las Vegas. Os Las Vegas Aviators do Triple-A West, o clube da fazenda Triple-A do Oakland Athletics, jogam no Las Vegas Ballpark nas proximidades de Summerlin. O Las Vegas Lights FC da United Soccer League, joga no Cashman Field no centro de Las Vegas. A promoção de artes marciais mistas, Ultimate Fighting Championship (UFC), está sediada em Las Vegas e também frequentemente realiza lutas na cidade na T-Mobile Arena e no centro de treinamento UFC Apex perto da sede.
O Las Vegas Valley é o lar de três grandes times profissionais: os Vegas Golden Knights da National Hockey League, um time de expansão que começou a jogar na temporada 2017-18 da NHL na T-Mobile Arena em Paradise, o Las Vegas Raiders da National Football League que se mudaram de Oakland, Califórnia em 2020 e jogam no Allegiant Stadium em Paradise, e o Las Vegas Aces da Women's National Basketball Association que jogam no Mandalay Bay Events Center.